# Fürstengrab des Arpvar
Das Fürstengrab des Arpvar ist die Grablege eines Fürsten der Merowingerzeit in Gellep-Stratum in Nordrhein-Westfalen. Das Grab, das auch als Fürstengrab Nr. 1782 bezeichnet wird, liegt auf dem südlichen Gräberfeld des Geländes von Gelduba aus der Römerzeit. Entdeckt und freigelegt wurde das Grab 1962 unter Leitung von Renate Pirling. Das in die Zeit um 500 n. Chr. datierte Grab war unversehrt, reichhaltig ausgestattet und wird als Gründergrab für diesen Teil des Gräberfeldes bezeichnet. In seiner Nachbarschaft befanden sich Hunderte von schlichteren Begräbnisstellen und fünf auffallend große Gräber, welche hohen fränkischen Adeligen zugeordnet werden.

## Gellep-Stratum / Gelduba
Gellep-Stratum ist ein kleiner Stadtteil von Krefeld etwa zwei Kilometer südlich von Uerdingen in der Nähe des Rheins. Größtenteils auf der Fläche des Dorfteiles Gellep erstrecken sich Gräberfelder des ehemaligen Römerkastells Gelduba, in denen seit den 30er Jahren systematisch gegraben und geforscht wurde. Das Kastell bestand von etwa 69 n. Chr. mindestens bis in die Mitte des 5. Jahrhunderts. An die römische Zeit schloss sich eine Besiedlung durch die ab dem 3./4. Jahrhundert von der rechten Rheinseite über den Rhein expandierenden Franken an. Das Gräberfeld im Vorfeld des Kastells und insbesondere das davon etwas abgesetzte südliche Gräberfeld waren bis ins 8. Jahrhundert kontinuierlich belegt, über 6200 Gräber wurden ausgegraben und zahlreiche, zum Teil einzigartige Grabbeigaben sichergestellt.

## Das Fürstengrab
Gegen Ende einer langen, nicht sehr erfolgreichen Ausgrabungssaison, in der südlich des ehemaligen Römerkastells 200 nahezu beigabenlose Gräber freigelegt wurden, stieß das Team um Renate Pirling im September 1962 überraschend auf eine an der Oberfläche kaum erkennbare größere Grube, die auf einer Fläche von 4 × 5 m von einigen Tuffsteinbrocken bedeckt war. Beim Tiefergehen nahm die Grube eine immer rechteckigere Gestalt an. Das Grab erhielt die Nummer 1782.

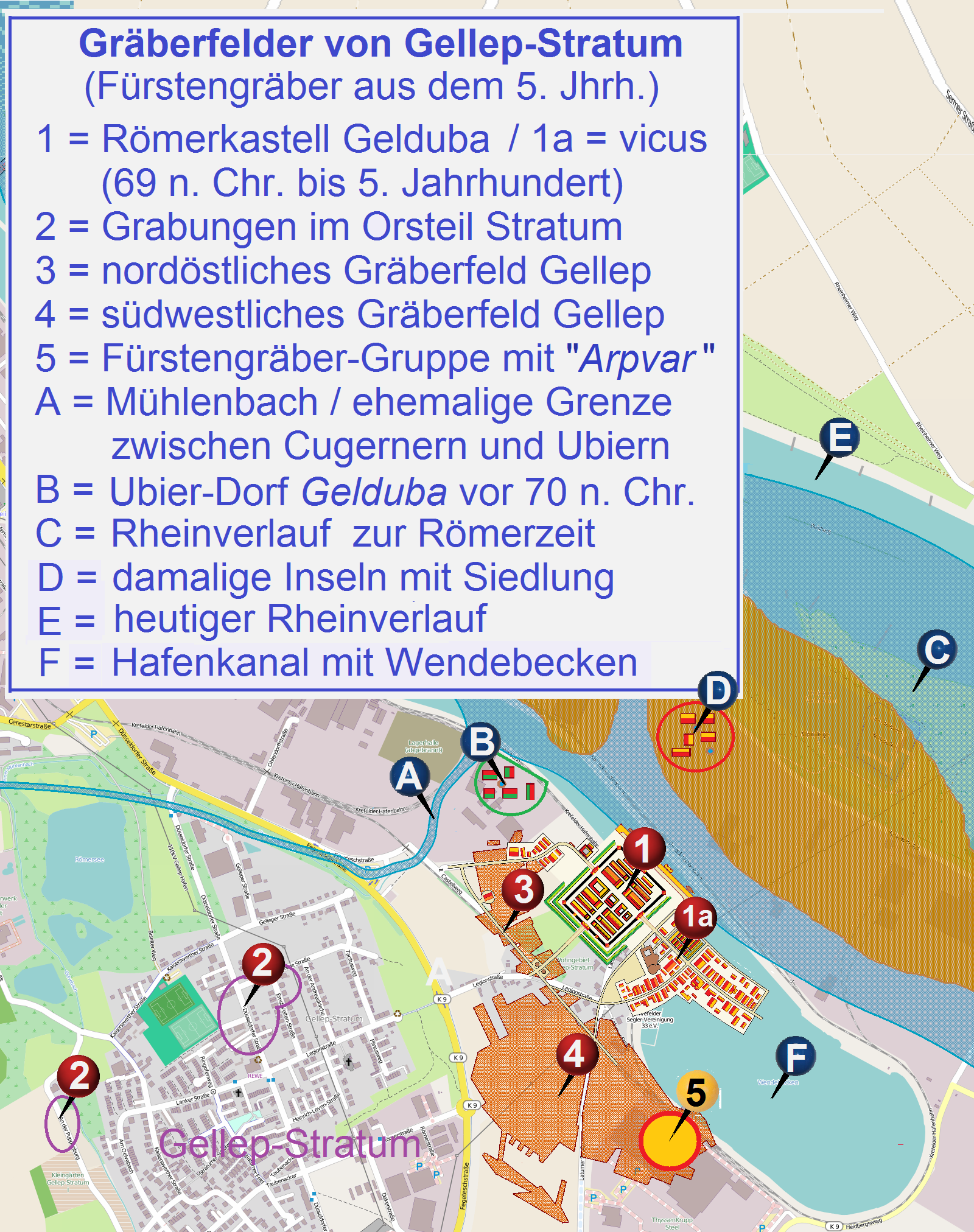
Gräberfelder von Krefeld-Gellep – bei Nr. 5: Lage des Fürstengrabes Arpvar und einer Gruppe weiterer prominenter fränkischer Grabstätten

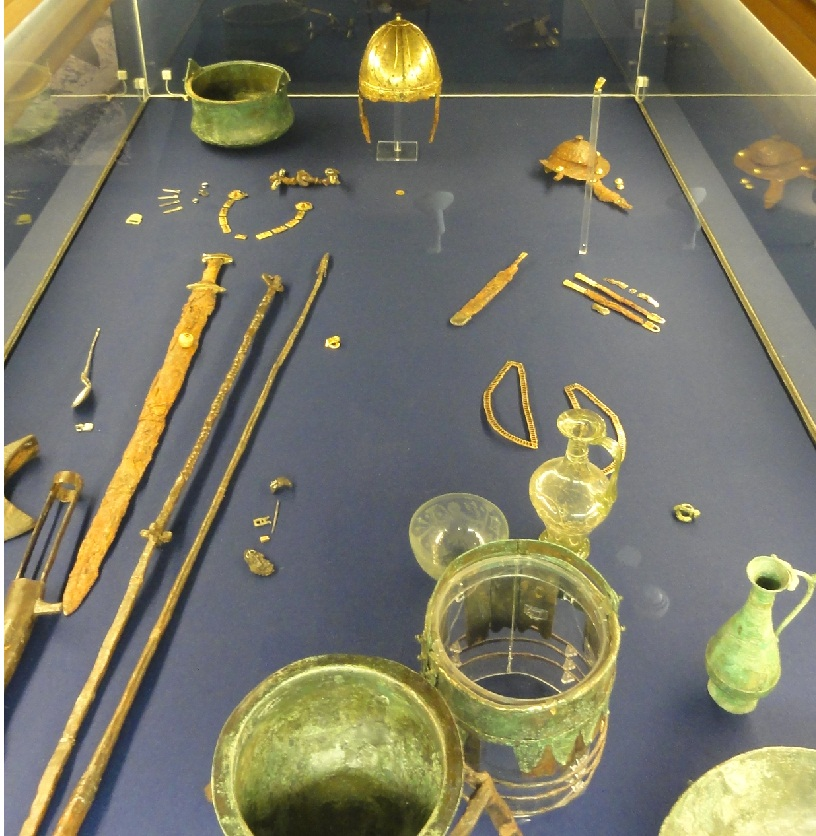
Inhalt des Grabes „Arpvar“ – 5./6. Jahrhundert

In 180 cm Tiefe fand man als erstes einen großen Bratspieß von 126 cm Länge, darunter einen hölzernen Eimer mit Bronze-Henkel und verzierten Beschlägen. Alsbald stellte sich heraus, dass die auf einer Sohle von 280 cm Tiefe liegende Grabfläche auf 270 × 140 cm mit einer Fülle an Beigaben bedeckt war. Das Grab war unversehrt und über die Jahrhunderte offensichtlich von Grabräubern nicht entdeckt worden. Allerdings fanden sich in dem kalkarmen Sandboden keine Skelettreste mehr.
Die Lage des Toten war aus den Funden und Beigaben aber leicht zu erschließen. Der Sitte der Zeit entsprechend, lag er mit dem Kopf im Westen, den Blick nach Osten zur aufgehenden Sonne.

### Aufdeckung und Beigaben
Die drei Tage währende Aufdeckung erbrachte eine Fülle aufsehenerregender, zum Teil einmaliger Funde, die darauf deuteten, dass es sich um ein Männergrab handelte, und zwar das einer außerordentlich hochgestellten fränkischen Person fürstlichen Ranges.
Die Datierung wurde erleichtert durch den Fund der fränkischen Nachprägung einer Goldmünze nach einem Solidus des oströmischen Kaisers Anastasios I. (491 – 518). Wahrscheinlich hatte man sie dem Toten als Obolus für die Reise in die Unterwelt in den Mund gelegt, wie bereits bei den Römern üblich. Das Grab kann also nicht vor 491 und nicht viel später als 518 angelegt worden sein, die Grablegung würde somit in die Zeit des Merowingerkönigs Chlodwig I. fallen (* 466; † 511).
Neben der Münze fand sich ein rostiger Klumpen, der sich später nach der Restaurierung als das prächtigste Stück der Ausgrabung herausstellen sollte:

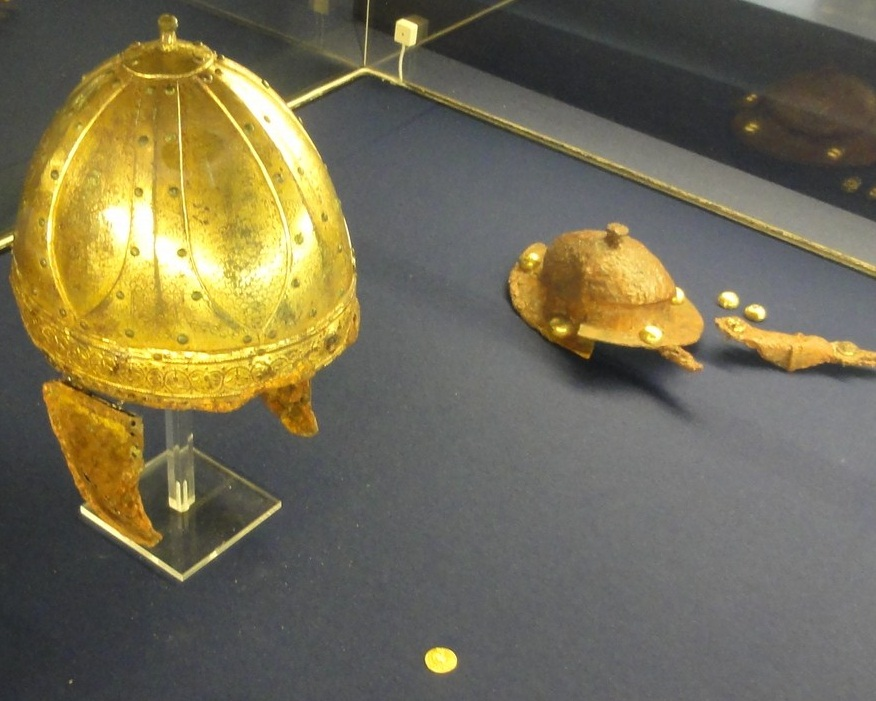
Goldener Spangenhelm aus dem Fürstengrab von Krefeld-Gellep

- es handelt sich um einen sogenannten Spangenhelm, bestehend aus einer eisernen Basis mit aufgelegten Bronzeplatten. Darüber genietete vergoldete Bronzespangen sind mit eingepunzten Ornamenten verziert. Der Stirnreif ist mit vergoldetem Bronzeblech belegt mit dreifach eingepresster Matrize: eine menschliche Maske zwischen löwenartigen Tieren, dazwischen Weinranken mit Trauben, an denen Vögelchen picken. Die Art des Spangenhelmes geht wahrscheinlich auf iranische Vorbilder zurück (von denen außer in Gellep weitere 32 in Europa gefunden wurden). Es war gewiss das Vorrecht hochgestellter Persönlichkeiten, derartige Helme zu tragen, eher zur Zierde und als Rangabzeichen denn als Schutzhelm im Kampf.

Zu den weiteren herausragenden Beigaben zählen:
- Ein Pferdezaumzeug mit Besatz aus Gold, Silber und Edelsteinen (zu dem es bislang keine gefundenen Parallelen gibt). Die Trensen sind mit Silber- und Goldblech überzogen, die – fast gänzlich vergangenen – ledernen Stirnriemen mit goldenen Plättchen vernietet, auf deren Oberfläche drei dunkelrote Edelsteine filigran eingefasst sind
- Riemenverteiler mit Bronzescheiben und goldenen kreuzförmig und gewölbt geschliffenen Almadin-Plättchen
- kunstvolle Beschläge eines hölzernen, mit Leder überzogenen Sattels (der allerdings nicht beigegeben war)
- ein filigran in Gold gefasster Taschenbeschlag mit Pferdeköpfen
- silberne Löffel und ein eisernes Messerpaar in ledernen Scheiden
- ein grober 126 cm langer Bratspieß
- ein Fingerring aus massivem Gold, das wohl schönste Fundstück; mit einer in filigraner Fassung aufgesetzten Gemme, einer Szene vielleicht der griechischen Mythologie

Der Frankenfürst hatte seine gesamte Bewaffnung ins Grab bekommen, die ebenfalls seine hohe Stellung unterstreicht:
- ein zweischneidiges Langschwert mit goldenem Ring-Knauf, die Spatha, wichtigste Waffe des fränkischen Kriegers. Die Klinge ist im oberen Teil damasziert (in einer bisher nur in Gellep nachgewiesenen Technik)
- ein 164 cm langer Wurfspeer, genannt Ango, der ursprünglich gewiss wesentlich länger war. Gewöhnliche Krieger führten keinen Ango, es muss sich um eine herausragende Persönlichkeit gehandelt haben
- ein einschneidiges Stichschwert, ein Sax, wie er bei allen Germanen, aber auch im römischen Heer verbreitet war
- und für einen Franken selbstverständlich eine Franziska, die für den fränkischen Krieger typische Wurfaxt
- weitere Utensilien: ein Schildbuckel, Spitzen einer Flügellanze, Ton- und Metallgefäße, ein Becken, ein Topf, wertvolle Glasbecher (wahrscheinlich überkommen aus römischer Zeit)

### Inschrift
Als besonders interessant und aufschlussreich erwies sich ein kleines, 22 cm hohes Bronzekännchen am Fußende des Grabes. Auf dem Bauch trägt es ein aufgelötetes bronzenes Band, auf das ungelenk, aber gut lesbar, in lateinischen Buchstaben eine Inschrift eingeritzt ist, nach dem Heidelberger Epigraphiker Prof. Géza Alföldy wie folgt zu lesen:
- ARPVAR ERAT (F)ELEX UNDIQUE PRE (erweitert als Praecelsus)

Es ist naheliegend, dass mit ARPVAR der bestattete Fürst gemeint ist. Der ihm gewidmete Spruch lautet demnach:
- Arpvar war glücklich und überall hochangesehen

Somit ist zwar der Name des Fürsten bekannt, nichts aber über seine Person, sein Wirken in der Zeit der Merowinger. Es gibt auch keine eindeutigen Hinweise über seine Glaubensrichtung, ob christlich oder vorchristlich. Es ist vorstellbar, dass er vom fränkischen König als regionaler Statthalter mit der Verwaltung des niederrheinischen Raumes beauftragt war. Möglicherweise residierte er im von den Römern aufgegebenen Kastell oder in dessen Umfeld.

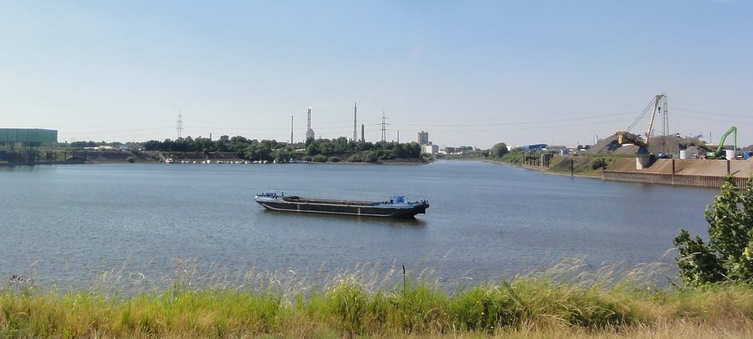
Wendebecken des Krefelder Rheinhafens, das heute Teile des römisch/fränkischen Bodendenkmals von Gellep überdeckt

## Die anderen (ausgeraubten) Fürstengräber
Fünfundzwanzig bis sechzig Meter südwestlich des Arpvar-Grabes wurden fünf weitere Gräber entdeckt, die sich schon wegen ihrer Größe von der Umgebung abhoben. Datiert wurden sie in den Zeitraum zwischen 530 und 600 n. Chr., dienten demnach über drei Generationen der Grablegung hochgestellter Persönlichkeiten. Die vier größten werden nach ihrer Anlage und den noch gefundenen Beigaben und Resten der ehemaligen Ausstattung Personen fürstlichen Ranges zugeschrieben. Möglicherweise handelt es sich um Familiengruften von Verwandten des Frankenfürsten Arpvar. Alle vier Gräber wurden antik geplündert, eines war komplett ausgeraubt, bei den anderen fanden sich Beigabereste.
Es handelt sich um Kammergräber mit Holzeinbauten. Im Gegensatz zum Grab des Arpvar waren die Gruben mit kleinen Hügeln versehen (weshalb sie von Grabräubern leicht auszumachen waren), die später zusammengefallen sind:
- Grab 2528: relativ nahe beim Grab des Arpvar, ist aufgrund der Befunde das älteste der Gruppe und das Grab eines Mannes. Von seiner Waffenausstattung war nur der Schildbuckel erhalten. Des Weiteren fanden sich Scherben von Glasgefäßen (u. a. einem Trinkhorn mit eingeschmolzenen Glasfäden und einem Rüsselbecher), sowie eine kleine Waage aus Bronze (die in der Merowingerzeit zum Nachwiegen von Münzen aus Edelmetall diente).

- Grab 2590: etwa 35 m leicht südlich unterhalb des Arpavar-Grabes, war vollständig ausgeraubt.

- Grab 2589: etwa 35 m westlich des Arpvar-Grabes, war breiter als lang und bestand aus einem Doppel-Kammergrab, in dem offensichtlich zwei Männer begraben waren. Als Beigaben erhalten waren eine Lanze, ein Holzeimer, ein Kamm und ein Ango (Wurflanze). Eine im Grabe gefundene Münze war in der Zeit des oströmischen Kaisers Justinian der Große geprägt, demnach muss die Grablegung nach 540 n. Chr. erfolgt sein. In der Grube fanden sich außerdem Reste eines für die damalige Zeit sehr wertvollen Körperpanzers aus Eisenlamellen, möglicherweise ein Beutestück, das in Zentralasien hergestellt worden war. Der im Jahre 1964 geborgene Lamellenpanzer wurde beim Transport ins Restaurationslabor fallen gelassen und besteht nur noch aus Fragmenten.

- Grab 2613: (das kleinste Grab, unter Vorbehalt dieser Gruppe zugehörig) knapp 10 Meter rechts vom Grab 2589. Im kleinsten Grab der Gruppe befanden sich noch: Riemenzungen, Schmuck- oder Spiel-Steinchen, Reste des Langschwertes eines Kriegers.

- Grab 2268: mit 60 Metern westlich am weitesten vom Grab des Arpvar entfernt, wurde im Frühjahr 1964 aufgedeckt. Es ist mit 355 cm Tiefe und 650 × 420 cm Fläche das größte der „Fürstengräber“. Die Grabräuber hatten einige interessante Funde übersehen: einen Beschlag aus Goldblech, Reste einer kunstvoll gefertigten Ledertasche mit Silberschnallen und Beschlägen, zwei luxuriöse Holzkästchen mit Goldblechstreifen, Reste eines Wagens (mit Nabenringen, Felgenklammern und Reifenfragmenten). Wahrscheinlich handelte es sich um das Grab einer vornehmen fränkischen Dame. Die dendrochronologische Untersuchung der Reste eines Eichenbalkens ergab eine Zuordnung des Grabes ins Ende des 6. Anfang des 7. Jahrhunderts.

## Resümee
Bei Arpvar und den anderen Bestatteten der „Fürstengräber-Gruppe“ dürfte es sich um eine kleine Schicht privilegierter und begüteter Personen gehandelt haben. Möglicherweise zählten sie zu einer Familie des fränkischen Hochadels, die die Macht hatte, über andere zu verfügen, und zu deren Besitz Gegenstände zählten, die für die breite Masse nicht erreichbar waren. Die gefundenen Grabbeigaben befinden sich als Exponate im drei Kilometer entfernten Archäologischen Museumszentrum Burg Linn.